# Discobola armorica
Discobola armorica är en tvåvingeart som först beskrevs av Alexander 1942.  Discobola armorica ingår i släktet Discobola och familjen småharkrankar. Inga underarter finns listade i Catalogue of Life.